# Enderleina
Enderleina är ett släkte av bäcksländor. Enderleina ingår i familjen jättebäcksländor.
Kladogram enligt Catalogue of Life:
| Enderleina | \| \| Enderleina bonita \| \| \| \| \| \| Enderleina flinti \| \| \| \| \| \| Enderleina froehlichi \| \| \| \| \| \| Enderleina preclara \| \| \| \| \| \| Enderleina yano \| \| \| \| |
|            | \| \| Enderleina bonita \| \| \| \| \| \| Enderleina flinti \| \| \| \| \| \| Enderleina froehlichi \| \| \| \| \| \| Enderleina preclara \| \| \| \| \| \| Enderleina yano \| \| \| \| |
|            | Enderleina bonita |
|            | |
|            | Enderleina flinti |
|            | |
|            | Enderleina froehlichi |
|            | |
|            | Enderleina preclara |
|            | |
|            | Enderleina yano |
|            | |